# Fredericksburg, Iowa
Fredericksburg är en ort i Chickasaw County i Iowa. Vid 2020 års folkräkning hade Fredericksburg 987 invånare.